# Gymnocladus dioicus
Gymnocladus dioicus, el cafetero de Kentucky, gimnoclado dioico, también conocido como raigón del Canadá, es un árbol en la subfamilia Caesalpinioideae dentro de la familia de las habas Fabaceae, nativa del Medio Oeste de Norteamérica. Su área de distribución es limitada, ocurriendo desde el extremo sur de Ontario, en Canadá, y en los Estados Unidos desde Kentucky (donde los europeos lo encontraron por primera vez) al oeste, Pensilvania en el este, a Kansas, este de Nebraska, y sureste de Dakota del Sur en el oeste, y el norte de Luisiana en el sur. Es el árbol emblema del estado de Kentucky.

## Descripción
Su tamaño puede variar de 20-30 m de alto con un tronco de 5-7 dm de diámetro que separe generalmente 8-10 m de la tierra en tres o cuatro divisiones que se separan levemente y forman una cabeza piramidal estrecha; o cuando se encuentra en plantaciones espesas con otros árboles, envía encima de un eje central sin ramas alto a la altura de 20 m.  Ramifica la terminación, abundantemente, y florece; sus raíces son fibrosas.
Igual que el zumaque sus ramitas están compuestas de finas hojitas, sus ramas más pequeñas son gruesas, embotadas, toscas y lisas. Otros árboles pierden sus hojas pero a lo largo de sus ramitas llevan los brotes, la esperanza y la promesa del año que viene. Pero el Gymnocladus parece tan distinto de estos, que los franceses en Canadá lo nombraron como Chicot, el árbol muerto. Incluso cuando llega la primavera no da ningún signo evidente de la luz y del calor hasta que casi el resto de los árboles están llenos de hojas. El observador ocasional dice que no lleva ningún brote durante el invierno, pero hay un par de ellos minúsculos, envueltos hacia adentro y abajo, invernan dormidos en la axila de la hoja del año anterior.

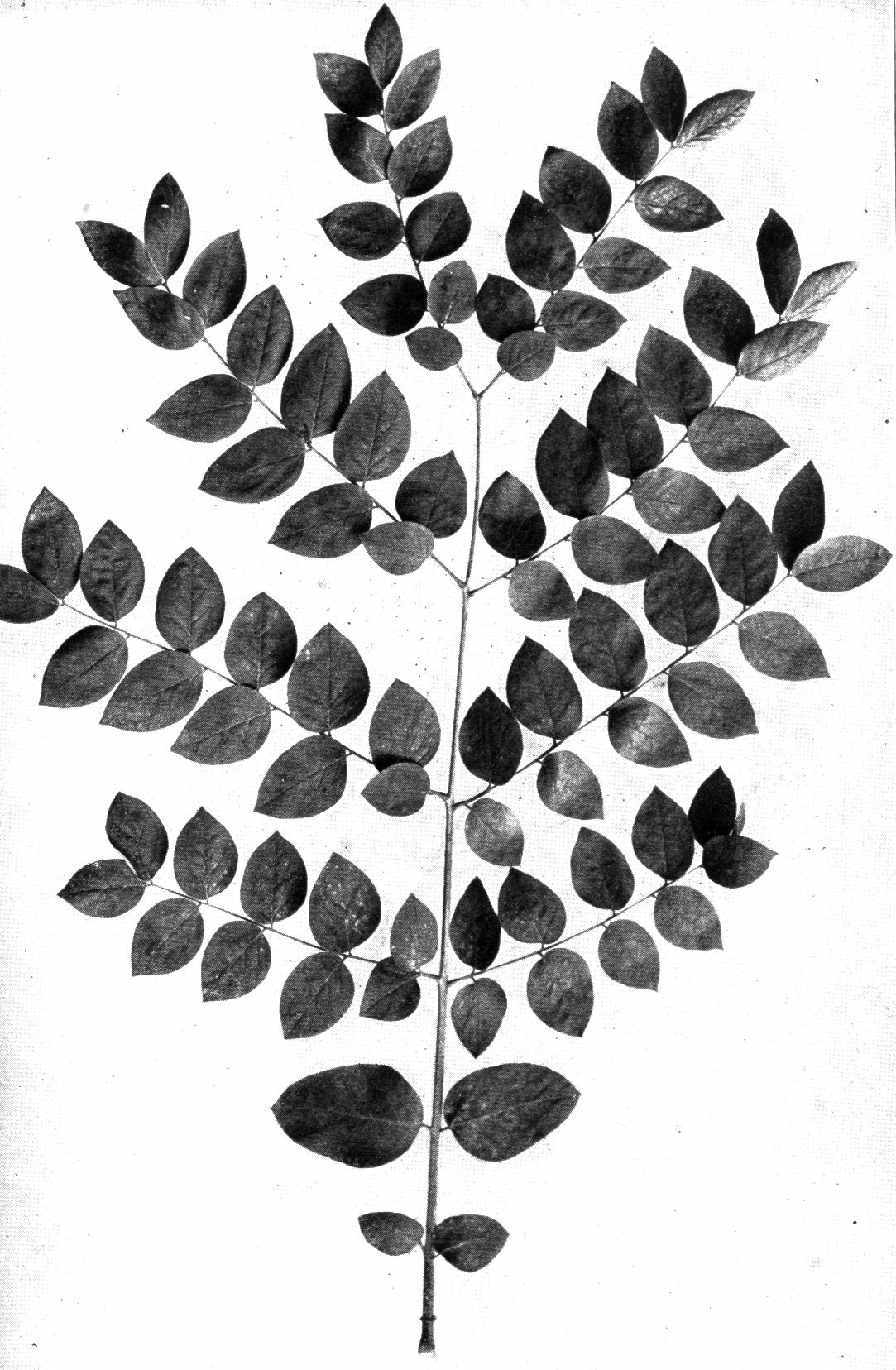
Hojas.

El cafetero de Kentucky tiene unas inmensas hojas bipinnadas, de 6 a 9 dm de longitud, y unos 2/3 de anchura. Las hojas emergen a finales de la primavera, más tarde que la mayoría del resto de los árboles caducifolios, y se caen tempranamente en el otoño.
Entre los árboles del este de los Estados Unidos, hay otros dos con las hojas semejantemente grandes: "Honey locust" (Gleditsia triacanthos) y el "Devil's Walking-Stick" (Aralia spinosa). A pesar de sus grandes hojas, el árbol posee un follaje disperso y el efecto general es de escasez. Las amplias hojas son visibles debido a los colores variados que presentan los foliolos; los más jóvenes son color rosa brillante, mientras que los más viejos varían de verde al bronce.
La corteza es gris ceniza y escamosa, formando escamas semejantes a las del cerezo negro, pero más aún, las flores son dioicas, y el fruto es un haba de cáscara dura llenas de una pulpa dulce, espesa, viscosa. La forma de las vainas varía algo: la longitud de la vaina entre 12 cm a 26 cm; los árboles femeninos que no han sido fertilizados pueden llevar pequeñas vainas sin semillas. Las habas contienen la toxina  citisina.

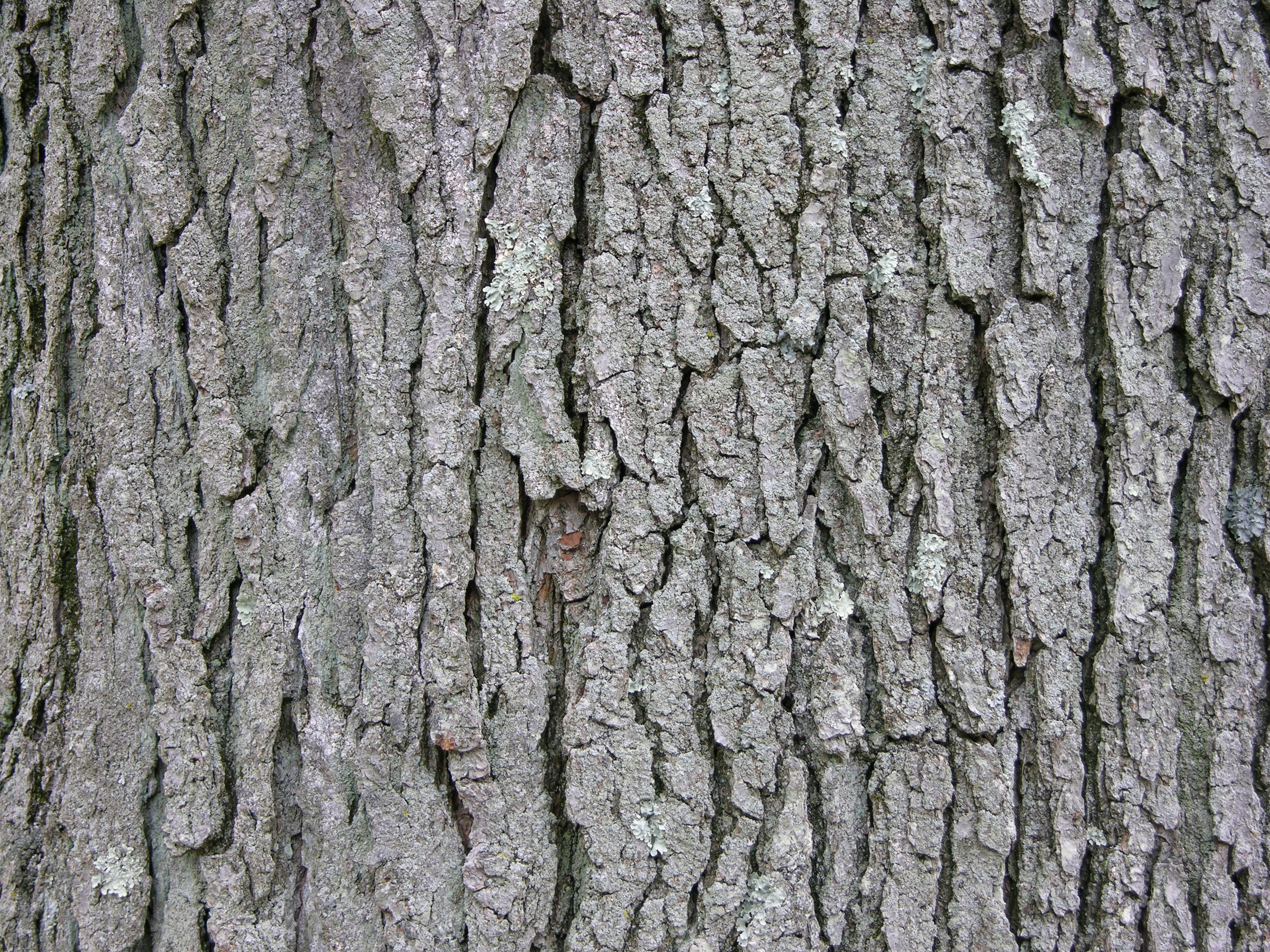
Corteza del « Kentucky coffeetree ».

- corteza: gris oscura, agrietada profundamente, superficie escamosa. Las ramitas al principio con cubierta de corta duración lisa rojiza.
- Madera: ligeramente marrón; pesada, fuerte, de grano grueso; durable en contacto con el suelo, acepta bien un pulimento fino.
- Brotes en invierno: diminutos, ocultos en las suaves cavidades del vástago, dos en las axilas de cada hoja, el estéril más pequeño. Del brote salen dos bifurcaciones, ovado, revestido con el tomento marrón y desarrollándose con el brote, llega a ser verde anaranjado, peludo y de una pulgada de largo, antes de que caigan.

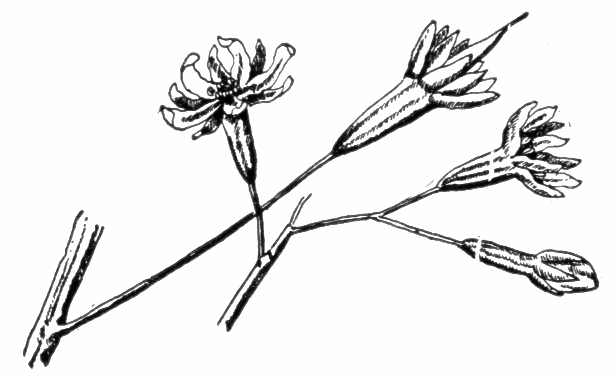
Flores.

- Hojas: alternas, bipinnadas compuestas, con diez a catorce pinnae, los pinnae más bajos se reducen el número de los foliolos, los otros con siete a trece foliolos. De una a tres pies de largo, de 45-61 cm de ancho, por el mayor desarrollo de los pares superiores de pinnae. Los tallos de la hoja y los tallos de los pinnae, son cilídricos, agrandado en la base, lisa cuando son maduros, verde pálido, a menudo púrpura en el lado superior. De dos pulgadas a dos y media de largo, acuencado o redondeado irregular en la base, con el margen ondulado, el ápice agudo. La hoja brota de color rosa brillante, pero pronto se convierte en verde bronce, liso y brillante en la parte superior (haz). Cuando está desarrollado por completo es el verde amarillo oscuro en el haz, verde pálido debajo (envés). En la caída del otoño adquiere en color amarillo claro brillante. Las estípulas de la hoja viva, son lanceoladas, serradas, de hoja caduca.
- Flores: aparecen en junio. Dioicas por el aborto, terminales, blanco verdosas; con estambres en un racimo corto parecido a un corimbo de 7-10 cm de largo, con pistilo en un racimo de 25-29 cm de largo.

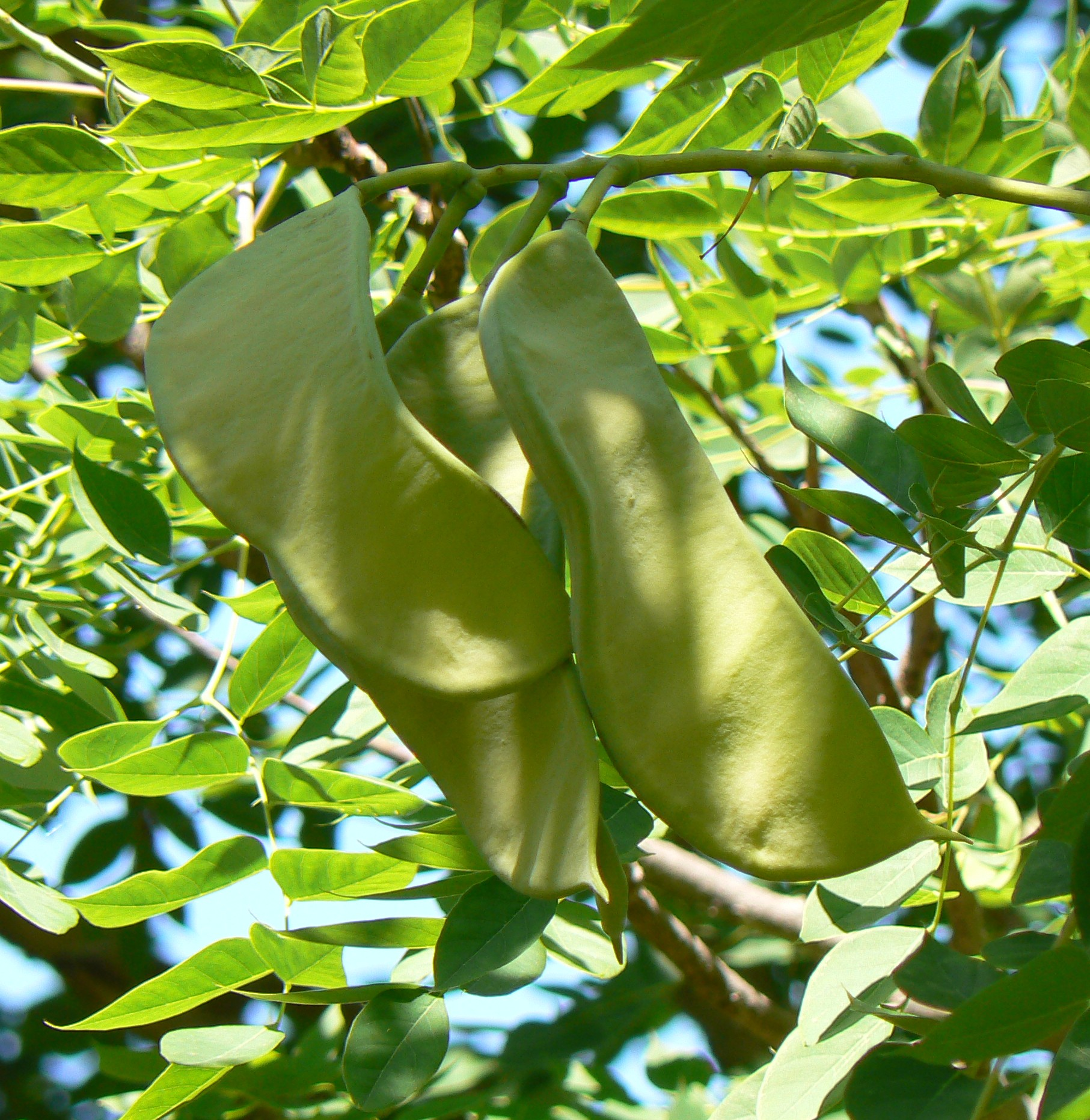
Vainas con semillas.

- Cáliz: tubular, piloso, diez canales, cinco lóbulos; valvado en los lóbulos del brote, agudo, casi igual.
- Corola: con cinco pétalos, oblongos, peludos, dispersos o reflejos, imbricados en capullo.
- Estambres: diez, cinco largos y cinco cortos, libres, incluyen; filamentos parecidos a agujas; anteras de color naranja, interiores; en la flor con pistilo pequeños y estériles.
- Pistilo: ovario súpero, sésil, piloso, contraído en un estilo corto, con dos lóbulos estigmáticos; óvulos en dos filas.
- Fruto: legumbre, de 14-26 cm de longitud, 6-8 cm de anchura, algo curvada, con los márgenes espesados, marrón rojizo oscuro cuando deasrrollados y en la floración levemente glaucos, coronada con el remanente de los estilos. Tallos de 2,5-5 cm de largo. Semillas de seis a nueve, rodeado por una capa gruesa de pulpa oscura, dulce.[3]

Es una de las tres especies del género Gymnocladus, las otras dos son nativas del este de Asia. Estas son el coffeetree chino Gymnocladus chinensis del centro de China, y  el coffeetree birmano Gymnocladus burmanicus en Birmania.
En EE. UU., su país de origen, normalmente se designa como 'coffee-tree' con guion separando las palabras; la forma 'coffeetree' todo seguido se usa oficialmente por el United States Forest Service.

## Distribución
Ampliamente distribuido, pero escaso.
Este árbol se encuentra en la naturaleza generalmente como individuos extensamente dispersos o grupos coloniales pequeños con los sistemas radiculares interconectados. Este árbol se encuentra en llanos inundables y valles fluviales pero también se ven a veces en las laderas y los bosques situados en zonas rocosas de piedra caliza. En la parte noreste de su territorio de distribución, las arboledas aparentemente naturales de este árbol se asocian en realidad a los asetamientos de aldeas prehistóricas conocidas.

## Cultivo

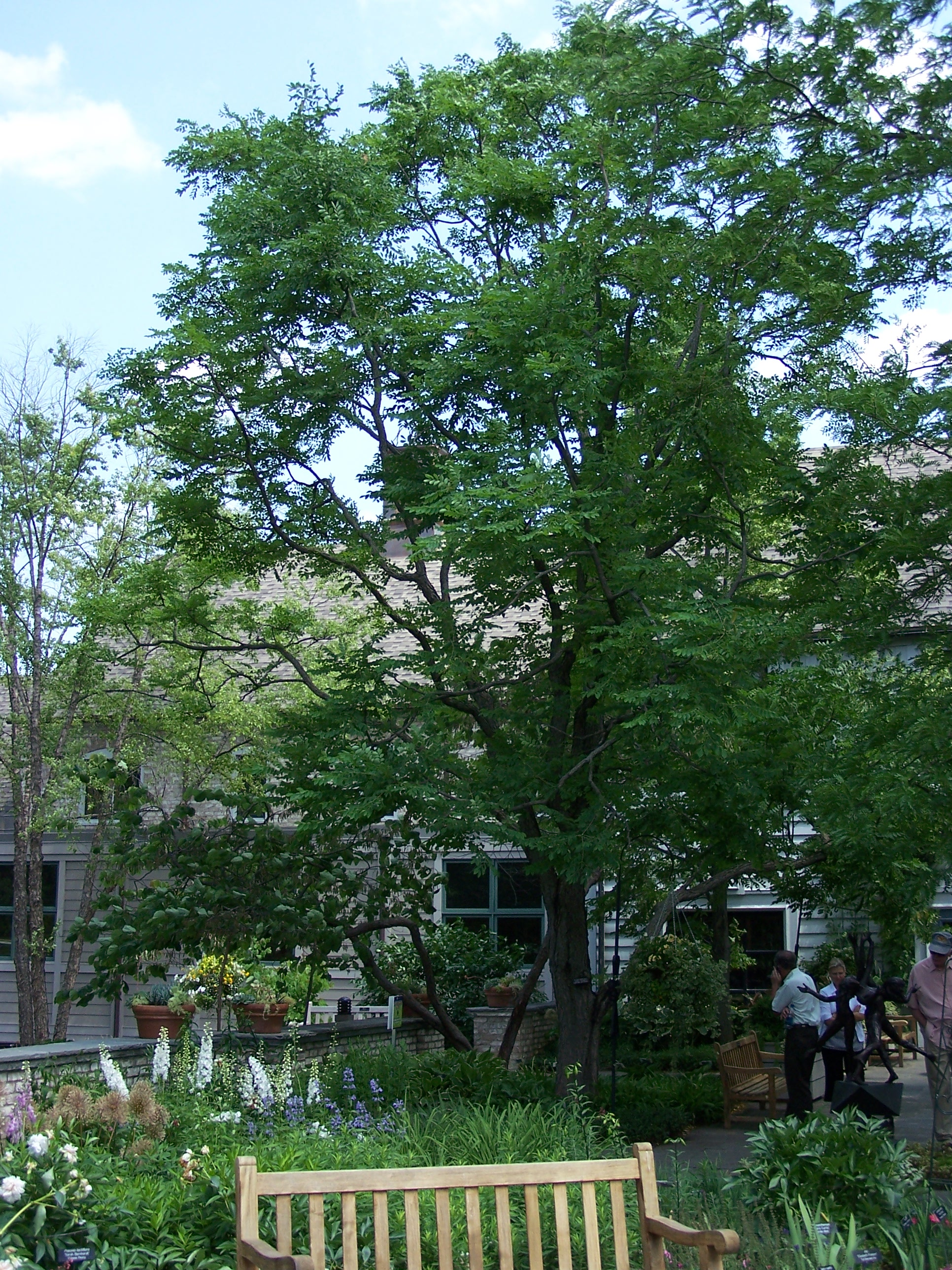
Kentucky coffee tree (parte superior del tronco) en el Arboretum Paisajista de Minesota.

El "Kentucky Coffeetree" es fácilmente cultivable a partir de la germinación de sus semillas. Sembrar las semillas a mano habiéndolas tenido previamente empapadas en agua durante 24 horas para asegurar una germinación rápida. La propagación también es fácil mediante estaca de raíz durmiente (de la temporada de descanso en invierno).
Este árbol origina enormes colonias clonales, conformadas por brotes de vástagos de las raíces.
Prefiere tierras de poca altitud, y un suelo húmedo rico.  A este árbol puede afectarle el calor, el frío, la sequía, los insectos, las enfermedades, la sal del terreno, el hielo, y el suelo alcalino.

## Usos
« Cuando tuvieron lugar los primeros asentamientos de colonos en Kentucky procedentes de los estados atlánticos, al comenzar su andadura en el yermo primigenio, careciendo de los alimentos necesarios para subsistir, mientras que los produjeran del suelo fértil, pensaban que habían descubierto un sustituto para el café en las semillas de este árbol; de ahí el nombre de árbol del café que consiguientemente recayó sobre el. Pero una vez que  las  comunicaciones fueron más fluidas con los puertos de mar, abandonaron su alegre bebida de Kentucky por el sabor más agradable de la baya india; y actualmente no se hace ningún uso de él en ese modo ».

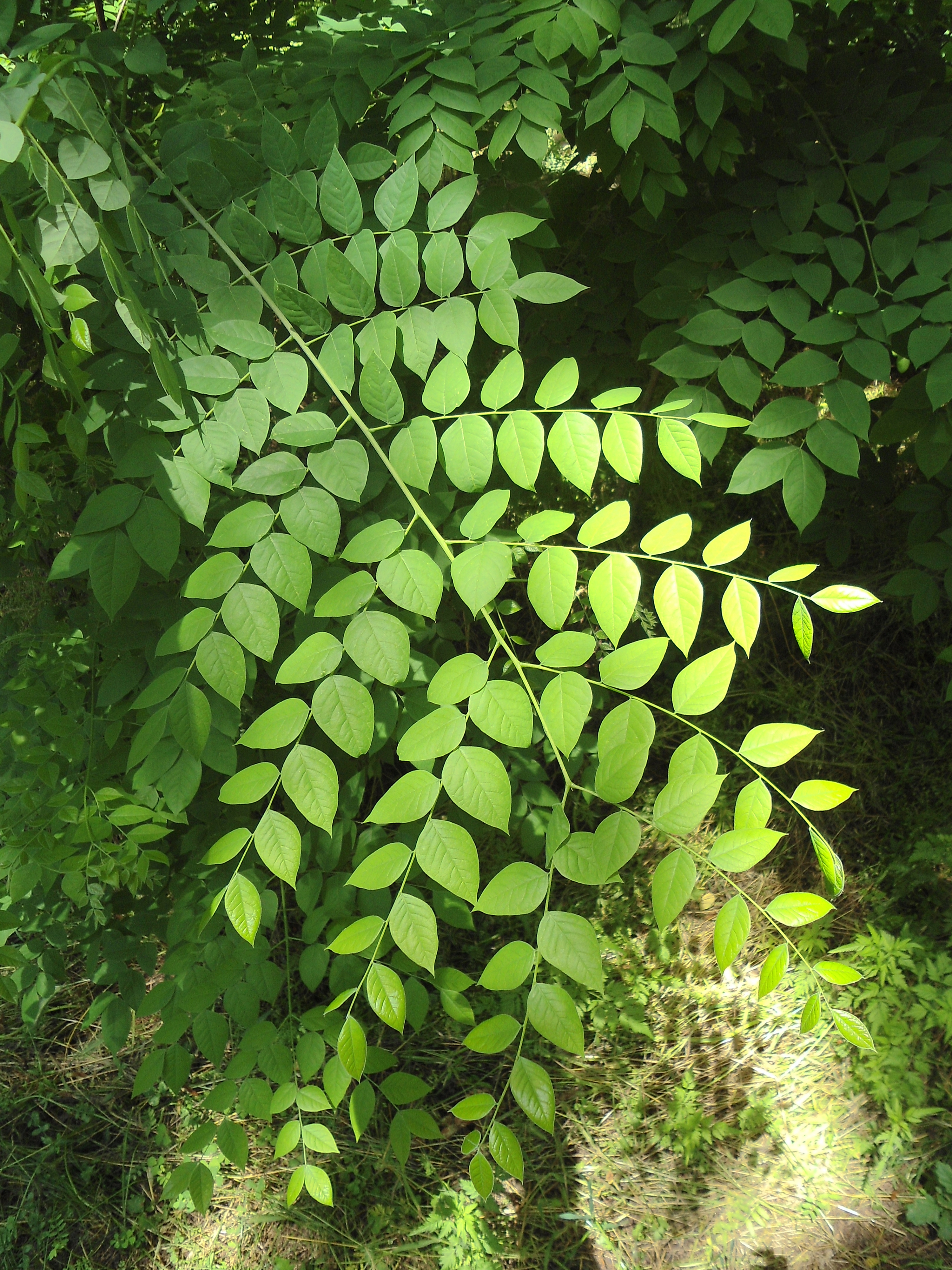
Hoja de la Gymnocladus dioica

En jardinería no es infrecuente, puesto que se planta a menudo debido a su aspecto único e interesante carácter.
La peculiaridad de las hojas que emergen tarde en la primavera y caen tempranamente en el otoño, junto con el hecho de que las hojas grandes significan pocas ramitas en los troncos durante el invierno, le hacen ser un árbol ideal para el sombreando de los enclaves urbanos donde se desee tener más luz del sol en sus calles durante el invierno (por ejemplo en proximidad a los sistemas solares de aire caliente maximizados).

### Alimentación
Su nombre común "coffeetree" deriva del uso que se le dio en un principio a sus semillas tostadas, como un sustituto del café en tiempos de escasez. Sin embargo se debe de extremar la precaución en su consumo ya que si no se consumen bien tostadas (mínimo 3hr de tostado), o si se consume una cantidad grande, este puede tener efectos tóxicos.

## Taxonomía
Gymnocladus dioicus fue descrita por (L.) K.Koch y publicado en Journal of Botany, British and Foreign 66: 141. 1928.
Etimología
Gymnocladus: nombre genérico que deriva de las palabras griegas: γυμνὀς, gymnos = "desnuda" + κλάδος y klados = "rama")
dioicus: epíteto latíno que significa "dioica".
Sinonimia
- Guilandina dioica L.
- Gymnocladus canadensis Lam.
- Gymnocladus dioica (L.) K.Koch[6][7]